# 長法寺南原古墳
長法寺南原古墳（ちょうほうじみなみばらこふん）は、京都府長岡京市長法寺南原にある古墳。形状は前方後方墳。乙訓古墳群を構成する古墳の1つ。国の史跡に指定されている（史跡「乙訓古墳群」のうち）。

## 概要
| 期 | 古墳名           | 形状       | 規模        | 埋葬施設                   |
| -- | ---------------- | ---------- | ----------- | -------------------------- |
| 1  | 五塚原古墳       | 前方後円墳 | 墳丘長91m   |                            |
| 1  | 元稲荷古墳       | 前方後方墳 | 墳丘長94m   | 竪穴式石槨                 |
| 2  | 寺戸大塚古墳     | 前方後円墳 | 墳丘長98m   | 竪穴式石槨2                |
| 3  | 長法寺南原古墳   | 前方後方墳 | 墳丘長60m   | 竪穴式石槨 石棺系小石室    |
| 4  | 天皇の杜古墳     | 前方後円墳 | 墳丘長83m   |                            |
| 4  | 鳥居前古墳       | 前方後円墳 | 墳丘長51m   | 竪穴式石槨                 |
| 5  | 恵解山古墳       | 前方後円墳 | 墳丘長128m  | 竪穴式石槨? 副葬品埋納施設 |
| 7  | 南条古墳         | 円墳       | 直径23.5m   |                            |
| 9  | 芝古墳           | 前方後円墳 | 墳丘長32.7m |                            |
| 9  | 井ノ内車塚古墳   | 前方後円墳 | 墳丘長37m   |                            |
| 9  | 物集女車塚古墳   | 前方後円墳 | 墳丘長48m   | 横穴式石室                 |
| 9  | 井ノ内稲荷塚古墳 | 前方後円墳 | 墳丘長46m   | 横穴式石室 木棺直葬        |
| 11 | 今里大塚古墳     | 円墳       | 直径45m     | 横穴式石室                 |

京都盆地南西縁、西山山地から伸びる丘陵の尾根上最高所（標高145メートル）に築造された古墳である。現在は竹藪となり、墳丘は大きく改変されている。1934年（昭和9年）に埋葬施設が発見・調査されたほか、1981-1989年（昭和56年-平成元年）に発掘調査が実施されている。
墳形は前方後方形で、前方部を南方向に向ける。墳丘は後方部では3段築成、前方部では2段築成で、下半部は地山削り出し、上半部は盛土により構築される。墳丘外表では葺石は認められず、円筒埴輪（朝顔形埴輪含む）が検出されているが、形象埴輪は認められていない。墳丘周囲には幅2メートル・高さ0.4メートルのテラスが設けられ、その外側に幅約1メートルの周溝が巡らされる。埋葬施設は後方部墳頂における竪穴式石槨、前方部墳頂における小竪穴式石室の2基。後方部の石槨内には割竹形木棺が据えられ、調査では副葬品として三角縁神獣鏡4面含む銅鏡6面・玉類・銅鏃・鉄刀・鉄剣・鉄鏃・農工具・石臼・石杵など多数の副葬品が検出されている。特に三角縁神獣鏡のうち1面は、同型鏡が全国で9ヶ所10面確認されており、最も同型鏡の多い鏡式としてヤマト王権から各地の有力者への配布を示唆する資料になる。前方部石室では副葬品は検出されていない。
築造時期は、古墳時代前期後半の4世紀後半頃と推定される。複数の三角縁神獣鏡を有する点で考古学史上で重要視されてきた古墳であるとともに、墳形が前方後方墳である点、埴輪を有するが葺石がない点、後方部・前方部に異なる埋葬施設を有する点で、乙訓地域の他の前期古墳とは異色の古墳として注目される。
古墳域は2018年（平成30年）に国の史跡に指定されている（史跡「乙訓古墳群」に追加指定）。なお本古墳の東側には、埴輪棺を埋葬した南原東古墳群が分布する。

## 遺跡歴
- 1934年（昭和9年）、竹藪開墾作業中に竪穴式石槨の発見、調査：第1次（梅原末治ら京都府、1937年に報告）。
- 1981年（昭和56年）、発掘調査：第2次（大阪大学、1992年に報告書刊行）[3]。
- 1982年（昭和57年）、発掘調査：第3次（大阪大学・長岡京市教育委員会、1983年に概要報告・1992年に報告書刊行）[3]。
- 1983年（昭和58年）、発掘調査：第4次（大阪大学・長岡京市教育委員会、1984年に概要報告・1992年に報告書刊行）[3]。
- 1984年（昭和59年）、発掘調査：第5次（大阪大学・長岡京市教育委員会、1985年に概要報告・1992年に報告書刊行）[3]。
- 1989年（平成元年）、発掘調査：第6次（大阪大学・長岡京市教育委員会、1990年に概要報告・1992年に報告書刊行）[3]。
- 2018年（平成30年）2月13日、国の史跡に指定（史跡「乙訓古墳群」に追加指定）[4]。

## 墳丘
墳丘の規模は次の通り。
- 墳丘長：62メートル
- 後方部 - 3段築成。
  - 一辺：44メートル
  - 高さ：推定6.4メートル
- 前方部 - 2段築成。
  - 長さ：18メートル
  - 幅：28メートル
  - 高さ：推定4メートル

## 埋葬施設
埋葬施設としては、後方部墳頂において竪穴式石槨が、前方部墳頂において小竪穴式石室が構築されている。
後方部石槨は、石槨主軸を墳丘主軸と平行する南北方向とする（北頭位か）。墓壙は南北7.5メートル・東西4.8メートルで、南東隅から西側くびれ部に向かって礫を詰めた排水溝が延びる。石槨は内法で長さ5.3メートル・幅1.0-1.1メートルを測る。石槨の石材は砂岩・緑色岩など、天井石は石灰岩・砂岩・チャートなど11枚で、いずれも古墳周辺産出とされる。石槨の内部の床面は粘土棺床で、その上に割竹形木棺を据える。石槨内の調査では、後述の副葬品多数が検出されている。
前方部石室は、石室主軸を墳丘主軸と直交する東西方向とする（東頭位か）。墓壙は長さ2.3メートル・幅約1メートルで、西側には排水溝が延びる。石室は内法で長さ1.8メートル・幅0.4メートルを測る。石室の石材は、チャート・砂岩・頁岩などで、後方部石槨と同様である（天井石は調査時点で欠失）。石室内部で副葬品は検出されていない。小竪穴式石室は畿内では珍しく、但馬・丹後など日本海側で類例が多く知られる。

## 出土品

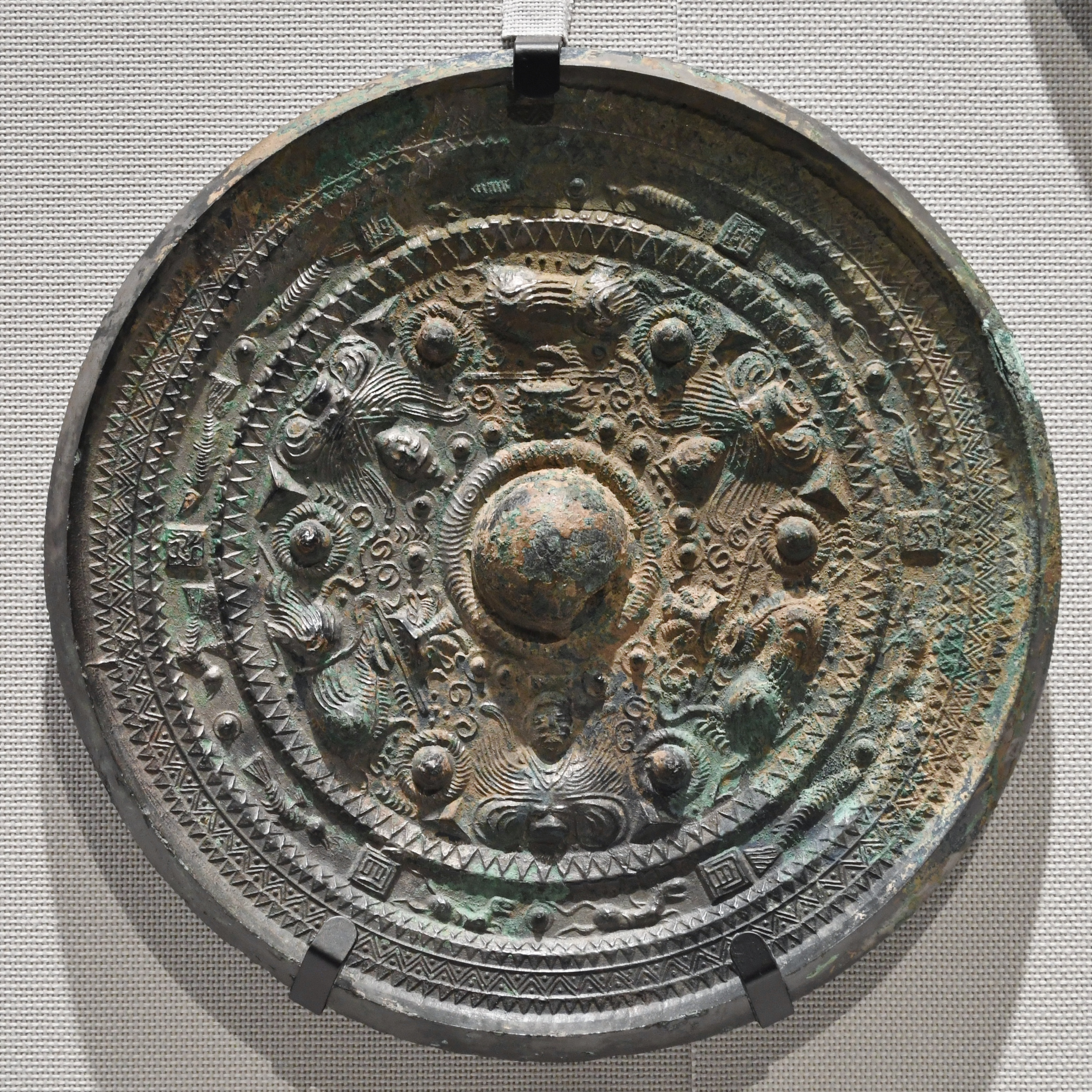
三角縁三神三獣鏡東京国立博物館展示。

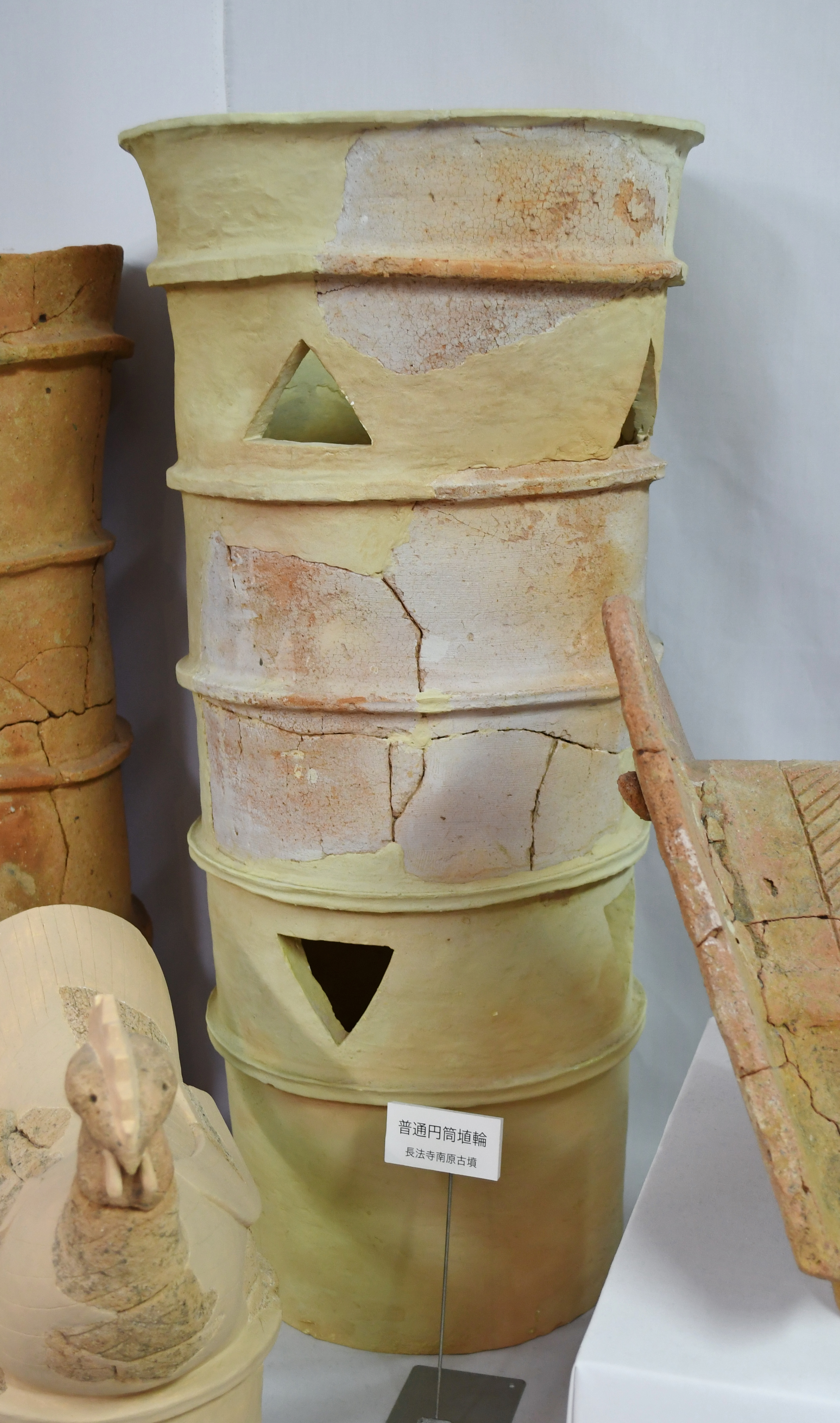
円筒埴輪長岡京市立埋蔵文化財調査センター展示。

後方部の竪穴式石槨で検出された副葬品は次の通り。
- 銅鏡 6
  - 三角縁天王日月銘唐草文帯二神二獣鏡 2
同型鏡に京都府八幡西車塚古墳、兵庫県ヘボソ塚古墳、伝大阪府石切劔箭神社、奈良県佐味田宝塚古墳、岐阜県円満寺山古墳、岐阜県矢道長塚古墳、愛知県東之宮古墳、島根県四塚山古墳群の各鏡。
  - 三角縁天王日月銘鋸歯文帯四神四獣鏡 1
同型鏡に京都府椿井大塚山古墳、奈良県桜井茶臼山古墳、大分県赤塚古墳。
  - 三角縁君宜高官銘獣文帯三神三獣鏡 1
同型鏡に奈良県伝白石。
  - 長宜子孫銘内行花文鏡 1
  - 青蓋作銘盤龍鏡 1
- 玉類
  - 勾玉 1
  - 管玉 19
  - ガラス小玉 287
- 銅製武器
  - 銅鏃 3 - 従来2点であったが、2017年1点追加確認[2]。類例に大阪府松岳山古墳。

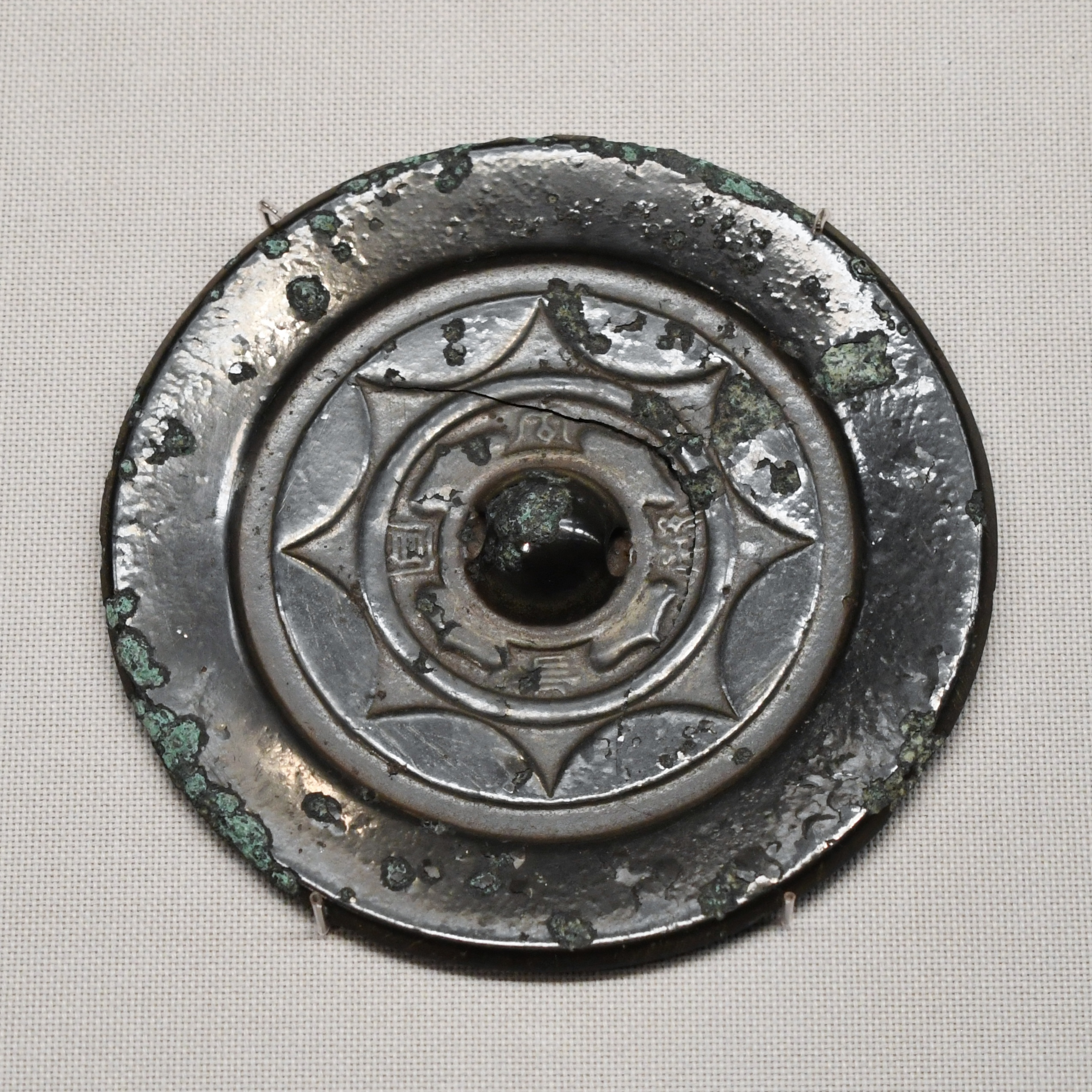
内行花文鏡 東京国立博物館展示。

- 鉄製武器
  - 鉄刀 1
  - 短剣 7
  - 鉄鏃 123
- 鉄製農工具
  - 鉄鑿 1
  - 鉄斧 12
  - 鉇 5
  - 刀子 5
- 石臼 2 - 1点は石槨外出土。
- 石杵 1

- 内行花文鏡
東京国立博物館展示。

## 文化財

### 国の史跡
- 長法寺南原古墳（史跡「乙訓古墳群」のうち） - 2018年（平成30年）2月13日、既指定の史跡「乙訓古墳群」に追加指定[4]。

## 関連施設
- 東京国立博物館（東京都台東区） - 長法寺南原古墳の出土副葬品を保管。
- 長岡京市立埋蔵文化財調査センター（長岡京市奥海印寺東条） - 長法寺南原古墳の出土埴輪を保管・展示。

## 関連文献
（記事執筆に使用していない関連文献）
- 「乙訓村長法寺南原古墳の調査」『京都府史蹟名勝天然紀念物調査報告』 第17冊、京都府、1937年。
- 「長法寺南原古墳第3次調査概要」『長岡京市文化財調査報告書』 第11冊、長岡京市教育委員会、1983年。 - リンクは奈良文化財研究所「全国遺跡報告総覧」。
- 「長法寺南原古墳第4次調査概要」『長岡京市文化財調査報告書』 第13冊、長岡京市教育委員会、1984年。
- 「長法寺南原古墳第5次調査概要」『長岡京市文化財調査報告書』 第15冊、長岡京市教育委員会、1985年。 - リンクは奈良文化財研究所「全国遺跡報告総覧」。
- 「長法寺南原古墳第6次調査概要」『長岡京市文化財調査報告書』 第24冊、長岡京市教育委員会、1990年。 - リンクは奈良文化財研究所「全国遺跡報告総覧」。